# Yamazato Restaurant
Yamazato Restaurant is een restaurant dat gevestigd is in Hotel Okura Amsterdam. Het heeft sinds 2002 één Michelinster.
In 2013 kende de GaultMillau het restaurant 16 van de maximaal 20 punten toe.
Chef-kok is Masanori Tomikawa. In 2010 nam Tomikawa de leiding van de keuken over van Akira Oshima, chef-kok sinds 1977.
Volgens vakblad Misset Horeca, werd het restaurant in 2001 geprezen door de Amerikaanse restaurantgids Zagat, kort voordat het zijn ster ontving.
Yamazato is sinds 2003 lid van de Alliance Gastronomique Néerlandaise.